# Verbotsgesetz
La Verbotsgesetz 1947 (Ley de Prohibición de 1947), abreviada VerbotsG, es una ley constitucional austríaca que vetó al Partido Nazi y proveyó el marco legal para el proceso de desnazificación en Austria. Asimismo, tenía como objetivo suprimir cualquier potencial renacimiento del Nazismo. 
La ley fue enmendada en 1992 para prohibir la negación o minimización del Holocausto u otros crímenes de guerra nazis. Previamente, algunas cortes habían interpretado la prohibición de revivir la ideología nazi como una prohibición de la negación del Holocausto, pero dado que la ley no prohibía explícitamente tal negación, existió un debate considerable sobre el tema.